# گروه وی‌آرال
گروه وی‌آرال (انگلیسی: VRL Group) شرکت خوشه‌ای هندی است، که در سال ۱۹۷۶ تأسیس شد. 